# Dorota Słomińska
Dorota Słomińska (Breslavia, 5 novembre 1967) è una schermitrice polacca, vincitrice di una medaglia di bronzo ai campionati mondiali di scherma.